# Ho pensato che mio padre fosse Dio
Ho pensato che mio padre fosse Dio (I Thought My Father Was God) è un libro pubblicato da Paul Auster nel 2001.
Si tratta di una raccolta di racconti riguardanti le esperienze di alcuni cittadini americani, raccolti da Auster e riscritti.
Infatti lo scrittore nel 1999, dall'emittente radiofonica NPR, lanciò una sfida agli ascoltatori: cercava storie vere, capaci di sfidare le aspettative sul mondo. Gli ascoltatori risposero in maniera entusiastica; giunsero infatti oltre quattromila storie, di cui il libro raccoglie le migliori.

## Edizioni in italiano
- Ho pensato che mio padre fosse Dio: storie dal cuore dell'America, raccolte e riscritte da Paul Auster; traduzione di Federica Oddera, Einaudi, Torino 2002 ISBN 88-06-16398-1
- Ho pensato che mio padre fosse Dio: storie dal cuore dell'America, raccolte e riscritte da Paul Auster; traduzione di Federica Oddera, Einaudi, Torino 2012 ISBN 978-88-06-21029-8